# Hemihyalea orientalis
Hemihyalea orientalis är en fjärilsart som beskrevs av Rothschild 1909. Hemihyalea orientalis ingår i släktet Hemihyalea och familjen björnspinnare. Inga underarter finns listade i Catalogue of Life.